# عكب (حبيش)

تعديل مصدري - تعديل

عكب هي إحدى قرى عزلة بني الضاحتين بمديرية حبيش التابعة لمحافظة إب، بلغ تعداد سكانها 767 نسمة حسب تعداد اليمن لعام 2004.